# Lunnasting-Stein

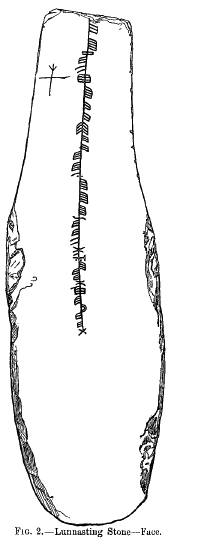
Oghamstein von Lunnasting

Der Lunnasting-Stein ist ein Oghamstein der 1876 von Reverend J. C. Roger in der Nähe einer Hütte bei Lunnasting, westlich von Vidlin auf der Shetland-Insel Mainland gefunden wurde. Er erklärte, dass der ausgegrabene Stein in einem „Moos“ (Torfmoor) etwa 1,5 m unter der Oberfläche entdeckt wurde.
Die etwa 1,1 m lange, 33 cm breite und nur 2,5 cm dicke Schieferplatte trägt auf der flachen Seite im oberen Bereich des Steins eine Inschrift. Die Oghaminschrift schottischer Steine wird in der Regel auf einer senkrechten Linie auf der Oberfläche, der Frontseite oder einer der Schmalseiten gefunden. In wenigen Fällen verfäuft die Inschrift, wie in Irland üblich, entlang der Kanten des Steins. Zusätzlich zur Oghaminschrift gibt es eine kleine kreuzförmige Markierung in der Nähe der Oberseite, die eine Rune oder ein christliches Kreuz sein kann. Es ist nicht feststellbar, ob die Markierung und die Oghaminschrift gleichzeitig entstanden.
Die in piktischer Sprache verfasste Inschrift wird wie folgt gelesen:
- ttocuhetts: ahehhttmnnn: hccvvevv: von J. R. Allen und J. Anderson (1903)
- ettecuhetts: ahehhttannn: hccvvevv: von K. Forsyth (1996)

Die Worttrennpunkte deuten auf nordischen Einfluss. Dies könnte auf die Wikingerbesetzung der Shetland-Inseln hindeuten und seinen Ursprung im 8. oder 9. Jahrhundert n. Chr. haben.
Die Schrift enthält wahrscheinlich den Namen „Nechton“ (auch Nechtan) und F. Diack war der Ansicht, dass die letzten Worte „der Vasall von Nehtonn“ bedeuten. Forsyth bemerkt, dass auch Ahehhttannn ein Name sein könnte. Die Schwierigkeiten, eine klare Interpretation zu liefern, hat zu einer Reihe weiterer Vorschläge geführt.
W. T. Vincent deutete 1896 an, dass der Stein von irischen Mönchen nicht vor 580 n. Chr. erstellt worden sein könnte und zitiert die Lesung eines ungenannten Fachmanns als:
- eattuicheatts maheadttannn hccffstff ncdtons.

W. B. Lockwood schreibt 1975, dass „das letzte Wort eindeutig der häufig vorkommende Name Nechton ist“, aber der Rest, mit den vielleicht sogar willkürlich gebildeten Konsonantenverdopplungen, ist so exotisch, dass sich unter den Philologen sogar eine Diskussion über die Herkunft der piktischen Sprache entwickelte, die vielleicht nicht der indoeuropäischen Sprachfamilie zugeordnet werden kann. Auch eine Sprache baskischen Ursprungs wurde als Lösung vorgeschlagen.